# Dacki
Dacki (ukr.  Дацьки, Daćky) – wieś na Ukrainie, w rejonie jaworowskim obwodu lwowskiego.